# Voorst
Voorst é um município dos Países Baixos, situado na província da Guéldria. Tem 126,47 km² de área e sua população em 2020 foi estimada em 24.702 habitantes.